# دیرالعشائر
دیر العشائر (به عربی: دیر العشائر) یک روستا در سوریه است که در استان ریف دمشق واقع شده‌است. دیر العشائر ۱٬۱۰۷ نفر جمعیت دارد.